# Amplitud

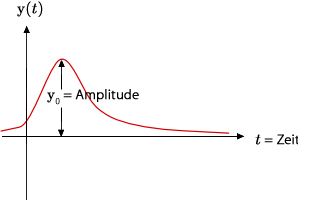
L'amplitud d'una oscil·lació és la distància vertical al llarg del temps

En física, l'amplitud és la magnitud del canvi d'un sistema oscil·lant a cada oscil·lació, i indica el valor de l'amplada de l'oscil·lació en relació al seu valor mitjà. En mecànica quàntica seria un vector format per un mòdul i una fase que seria representada per un nombre complex. Per exemple, les ones sonores són oscil·lacions en l'aire i les seves amplituds corresponen a la quantitat de pressió sonora que exerceix cada vibració en el medi elàstic (l'aire).
L'amplitud determinarà la quantitat d'energia que conté una ona. Les ones van debilitant-se en la seva amplitud a mesura que van allunyant-se del seu punt d'origen. Malgrat que l'amplitud de les ones decreix, la seva longitud d'ona i la seva freqüència poden romandre invariables.
- El valor màxim positiu que pren l'amplitud d'una ona sinusoidal rep el nom de "cresta".
- El valor màxim negatiu, "vall".
- El punt on el valor de l'ona s'anul·la en passar del valor positiu al negatiu, o viceversa, es coneix com a "node", "zero" o "punt d'equilibri".

## Conceptes d'amplitud

1 = Amplitud,
2 = Amplitud cresta a cresta,
3 = Amplitud eficaç,
4 = Període

L'amplitud d'una ona és el valor màxim, tant de positiu com a negatiu, que pot arribar a adquirir l'ona sinusoide. Però es poden tenir diferents conceptes d'amplitud:
- Amplitud: La mesura normal de l'amplitud es mesura entre una cresta i la posició d'equilibri (un semiperíode).
- Amplitud cresta a cresta: Es mesura entre una cresta i una vall.
- Amplitud eficaç: És la mesura de l'amplitud contínua equivalent en potència, també s'anomena valor eficaç.
- Amplitud mitjana: Valor mitjà aritmètic.
- Semi-amplitud: Significa la meitat de l'amplitud de pic a pic. Per una ona sinusoidal, l'amplitud de pic i semi-amplitud és el mateix. Alguns científics fan servir la "amplitud" o "pic d'amplitud" per fer referència a la semi-amplitud.[2]

En el cas de les ones sonores no s'ha de confondre l'amplitud amb el volum o potència acústica, malgrat que és cert que com més fort se sent un so, més gran serà la seva amplitud, perquè s'exerceix una pressió major sobre el medi. En el cas del so l'amplitud s'expressa normalment en decibels, els decibels representen la relació entre dos senyals i es basa en un logaritme de base 10 del quocient entre dos nombres.

## Unitats de l'amplitud
Les unitats de l'amplitud depenen del fenomen:
- En corrent altern és usual utilitzar l'amplitud quadràtica mitja i es mesura en volts o ampers.
- En una ona electromagnètica l'amplitud està relacionada amb l'arrel quadrada de la intensitat radiant i amb el camp elèctric d'aquesta ona. En una ona lluminosa també és important, a més de la intensitat radiant, la intensitat lluminosa que usualment es mesura en candeles.
- En una ona sonora l'amplitud és la sobrepressió atmosfèrica i, per tant, les unitats poden ser pascals, milibars o qualsevol altra unitat de pressió.
- Per una ona mecànica o una vibració l'amplitud és un desplaçament i té unitats de longitud.